# سالم الدوسری
سالم الدوسری (به عربی: سالم الدوسری؛ زادهٔ ۱۹ اوت ۱۹۹۱) که با نام سالم شناخته می‌شود بازیکن فوتبال اهل عربستان است که در پست هافبک تهاجمی برای الهلال در لیگ حرفه ای عربستان و تیم ملی عربستان بازی می‌کند.

## عملکرد ملی
او برای اولین بار توسط فرانک رایکارد سرمربی هلندی به تیم ملی عربستان دعوت شد تا به تیم مقدماتی جام جهانی ۲۰۱۴ برسد و در اولین بازی خود با سبزپوشان عربستانی مقابل تیم ملی استرالیا یک گل به ثمر رساند و بازی فوق‌العاده ای انجام داد. قبل از اینکه تیم ملی عربستان در آن بازی دردناک برای سبزپوشان عربستانی با نتیجه ۴–۲ شکست بخورد که با خروج سبزها از مسابقات مقدماتی جام جهانی ۲۰۱۴ به پایان رسید.

### جام جهانی ۲۰۱۸
در ژوئن ۲۰۱۸، الدوساری انتخاب و در ترکیب نهایی تیم ملی عربستان برای شرکت در جام جهانی ۲۰۱۸ روسیه قرار گرفت.[۱۴] سالم در آخرین بازی دور اول تیم ملی عربستان قبل از رفتن، گل دوم را در آخرین ثانیه‌های بازی مقابل تیم ملی مصر به ثمر رساند که این بازی با برتری ۲–۱ تیم ملی به پایان رسید.

### جام جهانی قطر ۲۰۲۲
سالم الدوساری برای حضور در جام جهانی ۲۰۲۲ انتخاب شد و در اولین بازی تیم ملی عربستان در مرحله گروهی که به مصاف تیم ملی آرژانتین رفت و توانست گل دوم کشورش را به ثمر برساند. برد عربستان مقابل آرژانتین توسط مطبوعات، به عنوان یک پیروزی غافلگیر کننده و تکان دهنده توصیف شد و تیم ملی عربستان توانست با کسب سه امتیاز، صدرنشین گروه خود شود. سالم در سومین و آخرین بازی خود در مرحله گروهی مقابل مکزیک، تنها گل مکزیک را به ثمر رساند که باعث شد مکزیک - با وجود پیشی گرفتن از او در مسابقه - از جام جهانی با تفاضل گل بین او و لهستان خارج شود.

## افتخارات

### باشگاهی

#### الهلال
- جام ولیعهد عربستان
  - قهرمان(۲): ۲۰۱۳–۲۰۱۲، ۲۰۱۶–۲۰۱۵
  - نایب‌قهرمان(۲): ۲۰۱۴–۲۰۱۳، ۲۰۱۵–۲۰۱۴
- جام پادشاهی عربستان
  - قهرمان(۴): ۲۰۱۵، ۲۰۱۷، ۲۰۲۰–۲۰۱۹، ۲۰۲۳–۲۰۲۲
  - نایب‌قهرمان(۱): ۲۰۲۱–۲۰۲۲
- سوپر جام عربستان
  - قهرمان(۳): ۲۰۱۵، ۲۰۱۸، ۲۰۲۱
  - نایب‌قهرمان(۲): ۲۰۱۶، ۲۰۲۰
- لیگ حرفه‌ای عربستان
  - قهرمان(۵): ۲۰۱۷–۲۰۱۶، ۲۰۱۸–۲۰۱۷، ۲۰۲۰–۲۰۱۹، ۲۰۲۱–۲۰۲۰، ۲۰۲۲–۲۰۲۱
  - نایب‌قهرمان(۴): ۲۰۱۳–۲۰۱۲، ۲۰۱۴–۲۰۱۳، ۲۰۱۶–۲۰۱۵، ۲۰۱۹–۲۰۱۸
- لیگ قهرمانان آسیا
  - قهرمان(۲): ۲۰۱۹، ۲۰۲۱
  - نایب‌قهرمان(۳): ۲۰۱۴، ۲۰۱۷، ۲۰۲۲
- سوپر جام عربستان و مصر
- قهرمان(۱): ۲۰۲۲
  - نایب‌قهرمان(۱): ۲۰۱۸
- جام باشگاه‌های جهان
  - نایب‌قهرمان (۱): ۲۰۲۲
- جام قهرمانان باشگاه‌های عربی
  - نایب‌قهرمان (۲): ۲۰۱۹–۲۰۱۸، ۲۰۲۳